# Bobine (Bergbau)

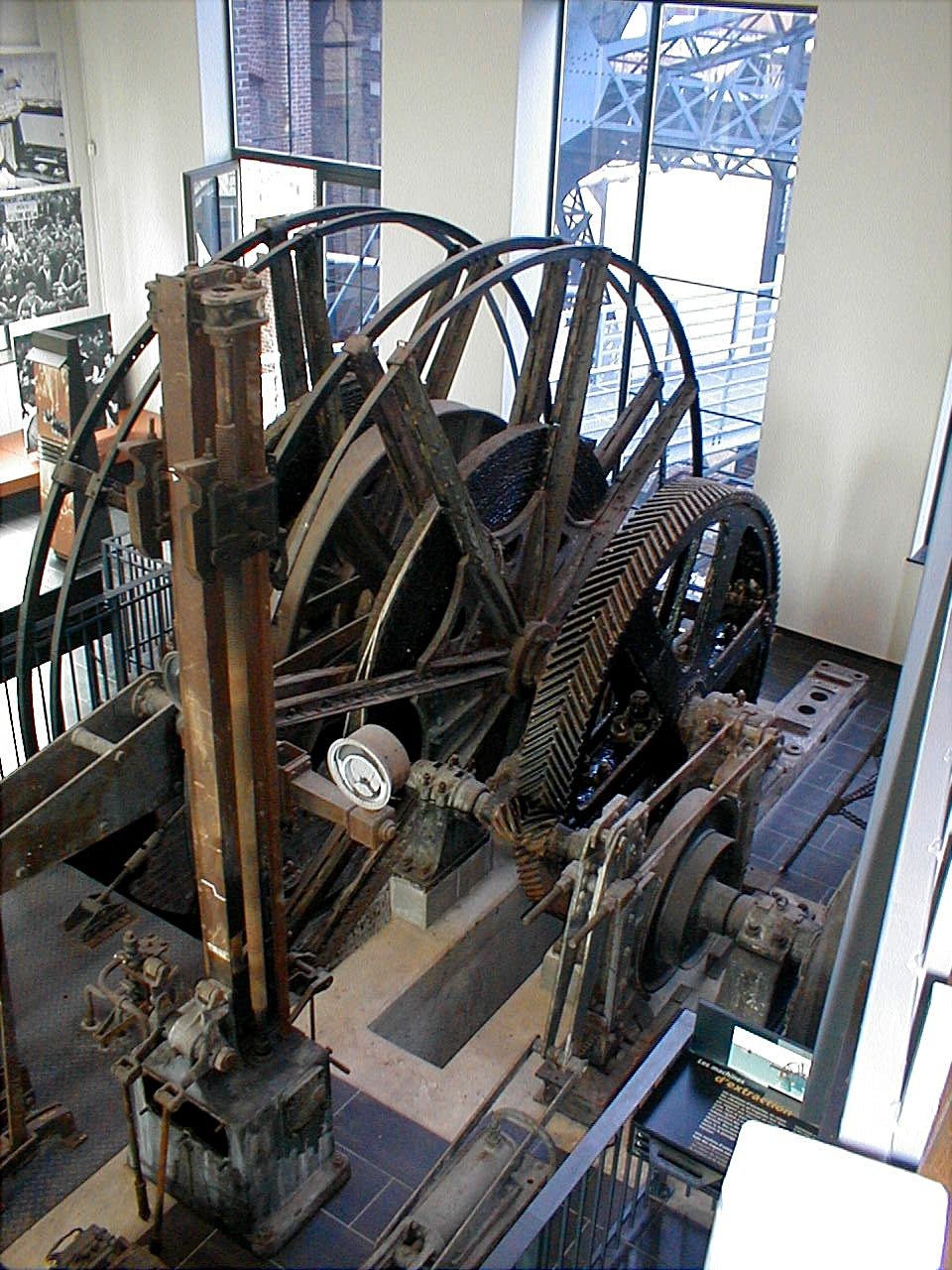
Doppelbobine von oben

Als Bobine bezeichnet man im Bergbau und in der Fördertechnik einen Seilträger mit einem Flachseil als Förderseil, welches übereinander aufgewickelt wird. Bobinen sind eine Sonderbauart mehrlagig gewickelter Trommeln. Fördermaschinen können mit einer oder zwei Bobinen ausgestattet werden; letztere werden als Doppelbobinen-Fördermaschine bezeichnet.
Bobinen werden heute nur noch selten im regulären Bergbau verwendet, sie werden vor allem beim Schachtteufen eingesetzt. Für ihren Betrieb müssen im Schacht keine baulichen Vorrichtungen vorhanden sein.

## Aufbau

Funktionsprinzip

Die Bobine ist ein Seilträger, der aus einer großen schlanken Trommel besteht, welche die Form eines Spulenkörpers hat, auf die ein Flachseil aufgewickelt wird. Der Spulenkörper besteht aus einem Kern, in dessen Mitte sich eine Nabe befindet. Der Kern hat die Breite des darauf aufwickelbaren Bandseils. Bei kleineren Bobinen besteht der Kern aus einem Stück, bei größeren Bobinen ist er in bis zu vier Teile teilbar.
Damit das Seil beim Auf- und Abwickeln nicht hin- und herrutscht, wird es zwischen einer seitlichen Führung zwangsgeführt. Diese seitliche Seilbegrenzung besteht aus zwei mit Speichen versehenen Scheiben. Als Material für die Speichen wird entweder Holz oder Gusseisen verwendet. Die Speichen müssen zur Seilschonung mit speziellen Werkstoffen gefüttert werden. Die oberen Speichenenden sind so ausgeführt, dass das Seil einwandfrei laufen kann. Die äußeren Enden der Speichen werden durch Ringe aus Stahl abgestützt. Damit das Seil nicht zu stark nach rechts oder links rutschen kann, ist das Innenmaß zwischen den gefütterten Speichen des Seilträgers nur um das einfache Maß der Seilnenndicke breiter als das Flachseil. Zur sicheren Seilführung auf die Bobine werden die Einführungen möglichst schlank hergestellt. Zudem muss die Bobine so positioniert sein, dass es zwischen ihr und der Seilscheibe zu keiner Seilablenkung kommt.
Der kleinste Durchmesser der ersten (innersten) Seillage sollte so bemessen sein, dass er nicht kleiner ist als die 80-fache Seildicke. Allerdings sollte dieser Durchmesser auch nicht wesentlich größer sein, da der Durchmesser der Seilwindungen das Drehmoment der Fördermaschine ungünstig beeinflusst. Damit die erste Seillage einen sicheren Halt auf der Nabe hat, wird das Seil mittels Klemmen an der Bobine befestigt.
Der große Vorteil einer Bobine ist die völlige Drallfreiheit der Seile. Bobinen haben jedoch auch konstruktionsbedingte Nachteile gegenüber einer Schachtförderanlage mit Unterseil und Gegengewicht und damit konstantem Drehmoment über die gesamte Teufe. Ein wesentlicher Nachteil ist auch der große Verschleiß der Maschine und des Förderseiles. Die Nachteile der Bobine führen dazu, dass sie meist nur in Spezialfällen angewendet wird.

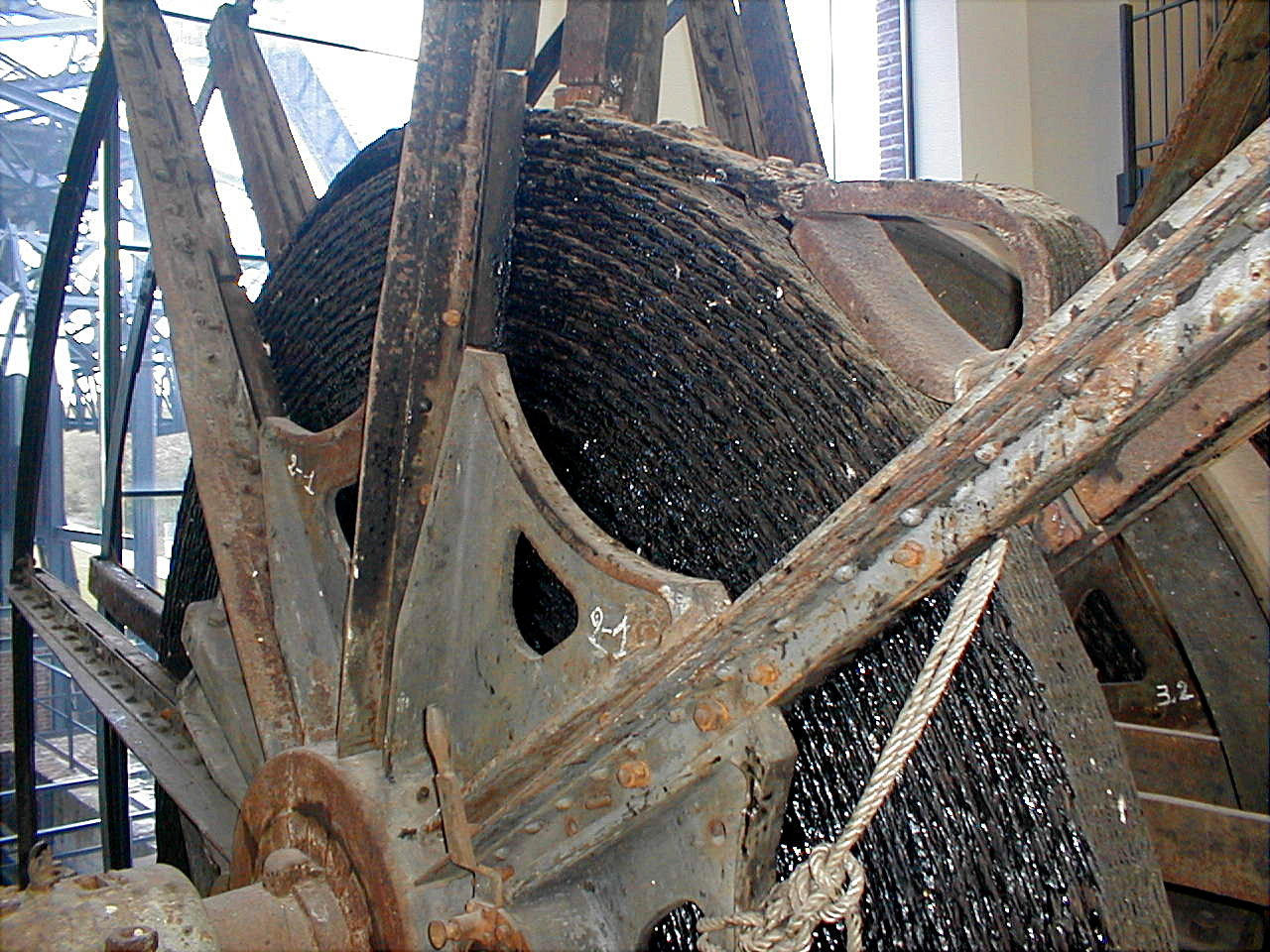
Seileinband an einem Flachseil einer Bobine

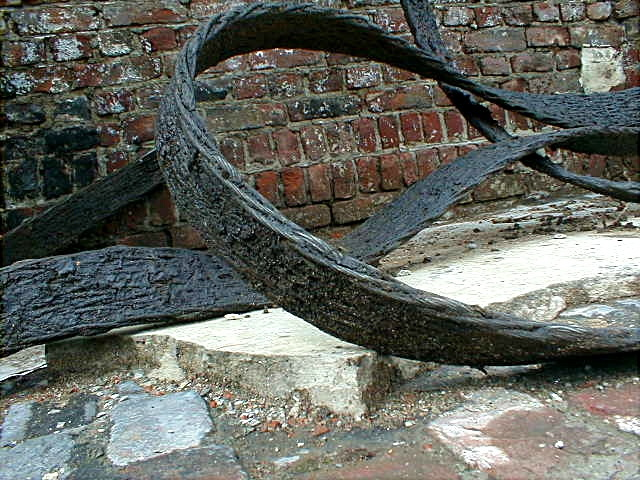
Flachseil

Gesamtdrehmoment einer Doppel-Bobine bei einseitiger Last

## Funktion
Bei Doppelbobinen erfolgt die umgekehrte Bewegungsrichtung der beiden Förderseile dadurch, dass das eine Seil oberschlägig und das andere Seil unterschlägig auf- oder abgewickelt wird. Beim Aufwickeln des Seiles auf die Bobine wächst der effektive Trommeldurchmesser, beim Abwickeln nimmt er entsprechend ab; entsprechend ändert sich das Drehmoment. Der Drehmomentausgleich soll bei einer Bobine durch das Aufwickeln der Flachseile erzielt werden. Dadurch wird der Antriebsmotor über den gesamten Förderweg nahezu konstant belastet. Wird das Seil abgewickelt, so wird der Wicklungshalbmesser und somit der Hebelarm des Seilzuges stetig kleiner; das abgewickelte Seil wirkt somit beim Anheben der Last am kleinsten Hebelarm. Wird das Seil wieder auf die Bobine aufgewickelt, so wirkt das Gewicht der Last nun auf einen immer größer werdenden Hebelarm. Dabei wächst der Hebelarm mit jedem Umschlag entsprechend der Seildicke. Ein vollständiger oder konstanter Drehmomentausgleich ist bei einer Bobine, anders als bei einer Seilförderanlage mit Unterseil und Gegengewicht, konstruktionsbedingt allerdings nicht möglich. Dies macht sich jedoch erst bei größeren Teufen nachteilig bemerkbar.
Zudem ändert sich auch, bedingt durch den sich ständig ändernden Wickeldurchmesser auf der Bobine, die Fördergeschwindigkeit trotz konstanter Drehzahl der Bobinenwelle. Dies macht sich insbesondere durch unterschiedliche Fördergeschwindigkeiten der Fördergutträger bei doppeltrümmiger Förderung bemerkbar. Die mittlere Geschwindigkeit von Bobinen ist gering, da {\displaystyle v_{\text{max}}} nur erreicht werden kann, wenn die Trommel ganz aufgewickelt ist.

### Berechnung des Drehmoments für den Antrieb bzw. die Bremse
Wie die Grafik zeigt gibt es bei einer Bobine, auch bei einer gegenläufigen Doppelbobine, kein konstantes Drehmoment. Nur bei einer gegenläufigen Doppelbobine werden die Schwankungen minimiert. Das sich ändernde Drehmoment, das bei der kritischen Teufe sein Maximum erreicht, muss durch den regelbaren Motor oder die Bremse, ausgeglichen werden. Da das Flachseil in der Bobine übereinanderliegend aufgewickelt wird, ist das Drehmoment aus der Seillast nicht konstant. Es lässt sich folgendermaßen berechnen:
Das Flachseil wird äquidistant aufgewickelt: Wenn {\displaystyle d} die Dicke des Flachseils repräsentiert, dann nimmt mit jeder Umdrehung der des Bobinenkorbes der Radius {\displaystyle r} um die Dicke {\displaystyle d} zu.

Äquidistante Spirale als Modell für die Geometrie der Speicherung des Flachseils in einer Bobine

Wenn {\displaystyle U} das Formelzeichen für den Umfang der Aufwicklung ist, {\displaystyle r} der aktuelle Radius der Aufwicklung und {\displaystyle l} die Länge des aufgewickelten Flachseils und {\displaystyle \mathrm {d} U}, {\displaystyle \mathrm {d} r} und {\displaystyle \mathrm {d} r} die Differentiale derselben Parameter, dann wird eine äquidistanten Spirale mit den folgenden Gleichungen beschrieben:
{\displaystyle \mathrm {d} U^{2}+\mathrm {d} r^{2}=\mathrm {d} l^{2}}
und
{\displaystyle {\frac {\mathrm {d} U}{\mathrm {d} r}}={\frac {2\pi r}{d}}}
Also bilden die Änderung des Umfangs {\displaystyle \mathrm {d} U} und die Änderung des Radius {\displaystyle \mathrm {d} r} ein rechtwinkliges Dreieck mit der Änderung der der Seillänge {\displaystyle \mathrm {d} l} auf dem Wickel als Hypotenuse.
Und der Gradient {\displaystyle \mathrm {d} U/\mathrm {d} r} der Zunahme des Umfangs {\displaystyle \mathrm {d} U} nach {\displaystyle \mathrm {d} r} sind eine Funktion des Quotienten {\displaystyle (2\pi r)/d}.
Dieses Gleichungssystem lässt sich unter der Elimination von {\displaystyle \mathrm {d} U} auflösen zur gewöhnlichen Differentialgleichung
{\displaystyle {\frac {\mathrm {d} l}{\mathrm {d} r}}={\frac {\sqrt {d^{2}+(2\pi r)^{2}}}{d}}}
Diese lässt sich durch Integration lösen:
{\displaystyle \int _{0}^{l}\mathrm {d} l=\int _{r_{\text{innen}}}^{r_{\text{aussen}}}{\frac {\sqrt {d^{2}+(2\pi r)^{2}}}{d}}\mathrm {d} r}
{\displaystyle l={\frac {d^{2}\left(\log \left({\sqrt {4\pi ^{2}r_{\text{aussen}}^{2}+d^{2}}}+2\pi r_{\text{aussen}}\right)-\log \left({\sqrt {d^{2}+4\pi ^{2}r_{\text{innen}}^{2}}}+2\pi r_{\text{innen}}\right)\right)+2\pi r_{\text{aussen}}{\sqrt {4\pi ^{2}r_{\text{aussen}}^{2}+d^{2}}}-2\pi r_{\text{innen}}{\sqrt {d^{2}+4\pi ^{2}r_{\text{innen}}^{2}}}}{4\pi d}}}
Diese Gleichung lässt sich analytisch nicht nach dem Radius {\displaystyle r_{\text{innen}}} und {\displaystyle r_{\text{aussen}}} auflösen, so dass diese numerisch erfolgen muss, um u. a. den Hebelarm für das Drehmoment zu errechnen.
Es muss schlussendlich die im Schacht hängende Flachseillast (Produkt aus der hängenden Seillänge mit der Masse pro Meter und der Erdbeschleunigung und dem aktuellen Wickelradius) mit dem dazu gehörenden Wickelradius multipliziert werden. Ebenso muss der Wickelradius mit der Kraft aus der Nutzlast dazuaddiert werden. Dann ist das Gesamtmoment bekannt und die Bremse bzw. der Antriebsstrang kann unter Beachtung der notwendigen Sicherheitsbeiwerte dimensioniert werden.
In der obigen Grafik ist deutlich die kritische Teufe zu erkennen, bei der das größte Drehmoment anliegt.
Diese muss regelungstechnisch beherrscht werden.

## Verwendung
Bobinen eignen sich auch für sonstige Anlagen mit frei schwebender Last. Allerdings werden sie heute nur noch in bestimmten Ausnahmen eingesetzt. Sie werden speziell in Deutschland beim Abteufen von Schächten verwendet, weil der Abteufkübel nicht geführt werden muss.
Bei eintrümiger Förderung werden Einzelbobinen-Fördermaschinen und bei doppeltrümiger Förderung Doppelbobinen verwendet.
Ist für den abzuteufenden Schacht für die spätere Schachtförderung eine Trommelfördermaschine geplant, so wird diese oftmals bereits auch als Abteufmaschine eingesetzt. Diese Vorgehensweise wird überwiegend im ausländischen Erzbergbau genutzt. Vorteile hierbei sind, dass keine zusätzlichen Fundamente für die Abteufmaschinen, keine weiteren Maschinenausrüstungen und kein weiteres Zubehör erforderlich sind.
Bei Nebenschächten oder Notfahreinrichtungen werden auch Bobinen als Fördermaschine eingesetzt.
Im belgischen und französischen Bergbau wurden Bobinenfördermaschinen auch für die Schachtförderung eingesetzt. Allerdings wurden hierbei nicht Flachseile aus Stahl, sondern aus Aloefasern verwendet.
Um mit Bobinen aus unterschiedlichen Teufen fördern zu können, müssen die Maschinen mit einer Versteckvorrichtung ausgestattet sein.

## Sicherheitsaspekte
Damit die Förderseile sich nicht von der Befestigung am Seilträger lösen, müssen sie mit mindestens zwei Seilklemmen am Seilträger befestigt werden.
Das Förderseil muss mindestens so lang bemessen sein, dass selbst bei tiefster Stellung des Fördermittels noch zwei Seilwindungen auf dem Seilträger verbleiben. Aus Sicherheitsgründen werden in der Regel für das „Abhauen“ zusätzliche Seillängen bei der Seillängendimensionierung berücksichtigt.
Bei Doppelbobinen ist es möglich, diese mit einer Versteckeinrichtung auszurüsten. Bei diesen Maschinen ist es zwingend erforderlich, dass zum Verstecken eine separate Bremse für die Lostrommel vorhanden ist.
Sind Fördermaschinen, die eine höhere Fahrgeschwindigkeit als 4 m/s fahren können, mit einer Bobine als Seilträger ausgerüstet, so müssen diese Fördermaschinen mit einem Gerät zum Messen der Bremskraft ausgestattet sein.
Werden Fördermaschinen mit Bobinen zum Schachtabteufen verwendet, so ist die kritische Teufe (bei welcher das größte Lastmoment am Seilträger auftritt) zu beachten.